# Cestrum alternifolium
Cestrum alternifolium là loài thực vật có hoa trong họ Cà. Loài này được (Jacq.) O.E.Schulz mô tả khoa học đầu tiên năm 1909.